# Timalie de Nonggang
Stachyris nonggangensis
Espèce
Statut de conservation UICN

 VU C2a(ii) : Vulnérable
La Timalie de Nonggang (Stachyris nonggangensis) est une espèce d'oiseaux de la famille des Timaliidae découverte en Chine en 2005 par les ornithologues Zhou Fang (d) et Jiang Aiwu.

## Description
Cet oiseau possède une petite taille, un corps rondelet avec une queue étroite de 6 cm de long, de même que les ailes, arrondies. Les ailes, le dos et la queue sont roux sombre, le ventre et la poitrine brun-gris sombre, devenant presque noire vers la tête. Un croissant blanchâtre ourle la joue. Des marques irrégulières de même couleur ornent la gorge. Les iris sont bleu pâle. Le bec fin et légèrement crochu est noir. Cet oiseau présente aussi une légère crête.

## Étymologie
Le nom de l'espèce se réfère à la réserve naturelle où l'oiseau a été découvert, la Nonggang Natural Reserve, dans la province du Guangxi.

## Habitat
Cet oiseau a été observé principalement en forêt tropicale décidue poussant sur sol karstique et dominée par Excendtrodendron hisennu (un arbre sino-vientnamien, de la famille des Malvacées).

## Répartition
Son aire de répartition, pour l'instant comprend uniquement la Nonggang Natural Reserve (Guangxi), à environ 18 km au nord du Viêt Nam, où le spécimen type a été capturé en janvier 2006. Toutefois il est possible que l'espèce soit présente dans les zones montagneuses du Nord du Vietnam.

## Biologie
En février 2005, des couples ont été vus. Dans la région concernée, les oiseaux de la famille des Timaliidés se reproduisent entre la fin février et juillet, et les petits sont visibles au début du mois d'avril ; il est donc possible que cette espèce en fasse de même, cependant il n'y a aucune certitude, d'autant qu'aucun nid n'a encore été découvert. Les Timalies de Nonggang étaient souvent observées sur les rochers, se nourrissant d'insectes dans les fissures ou parfois sur le sol dans les zones où des arbres avaient été coupés. Elles formaient des groupes de cinq à dix oiseaux en hiver.

## Conservation
Environ cent couples ont été recensés dans la réserve. Étant donné la petite taille de sa population, sa distribution limitée et les menaces qui pèsent sur son habitat en dehors de la réserve, l'espèce doit bénéficier d'une protection nationale.